# Myzomela chloroptera
Myzomela chloroptera là một loài chim trong họ Meliphagidae.